# Курмангазы (городская администрация Атырау)
Курмангазы (каз. Құрманғазы, до 199? г. — Соцжол) — село в Атырауской области Казахстана. Находится в подчинении городской администрации Атырау. Входит в состав Атырауского сельского округа. Код КАТО — 231035300.

## Население
В 1999 году население села составляло 1088 человек (547 мужчин и 541 женщина). По данным переписи 2009 года, в селе проживало 2015 человек (1001 мужчина и 1014 женщин).

## Галерея

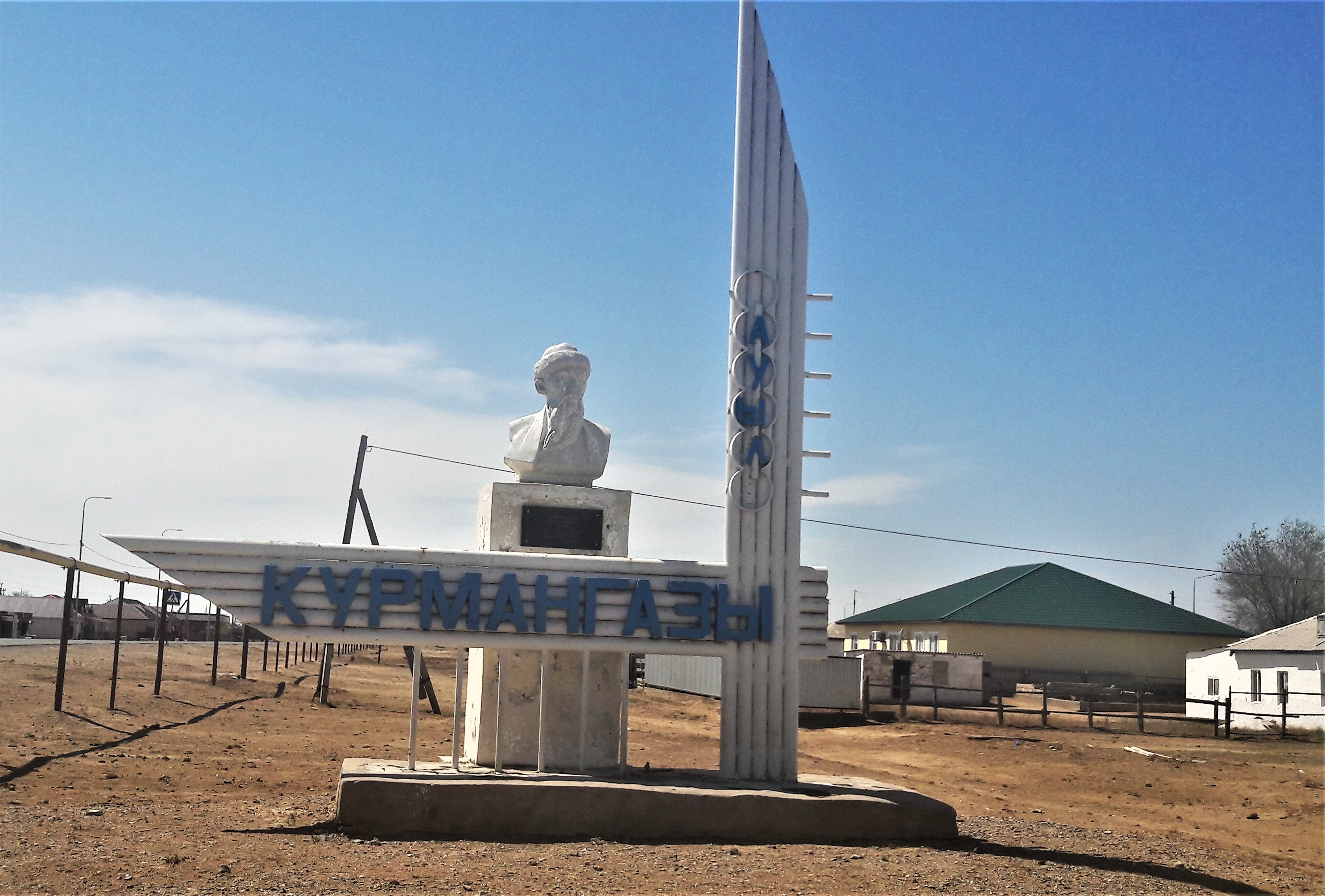
Курмангазы. Стела
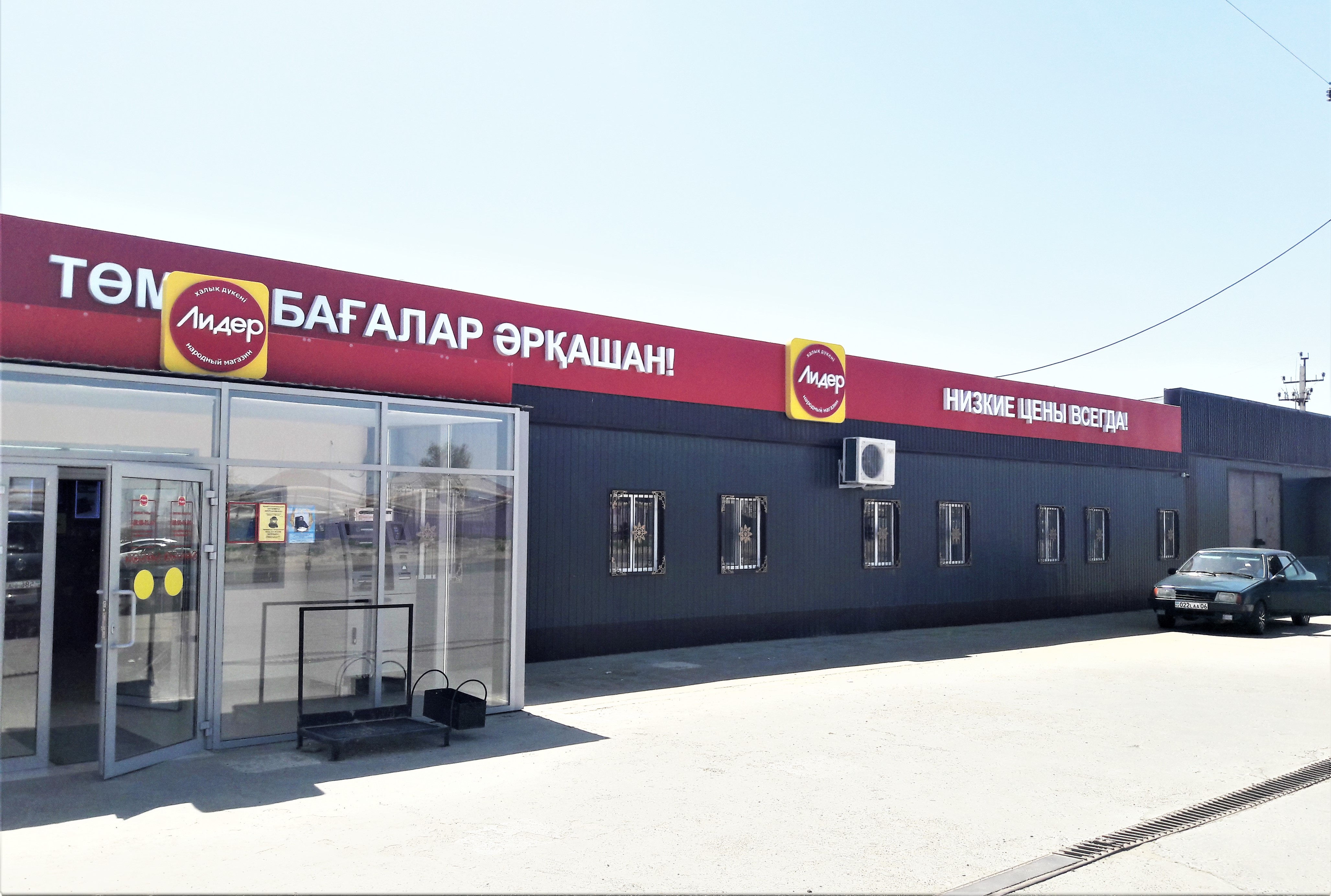
Магазин «Лидер»
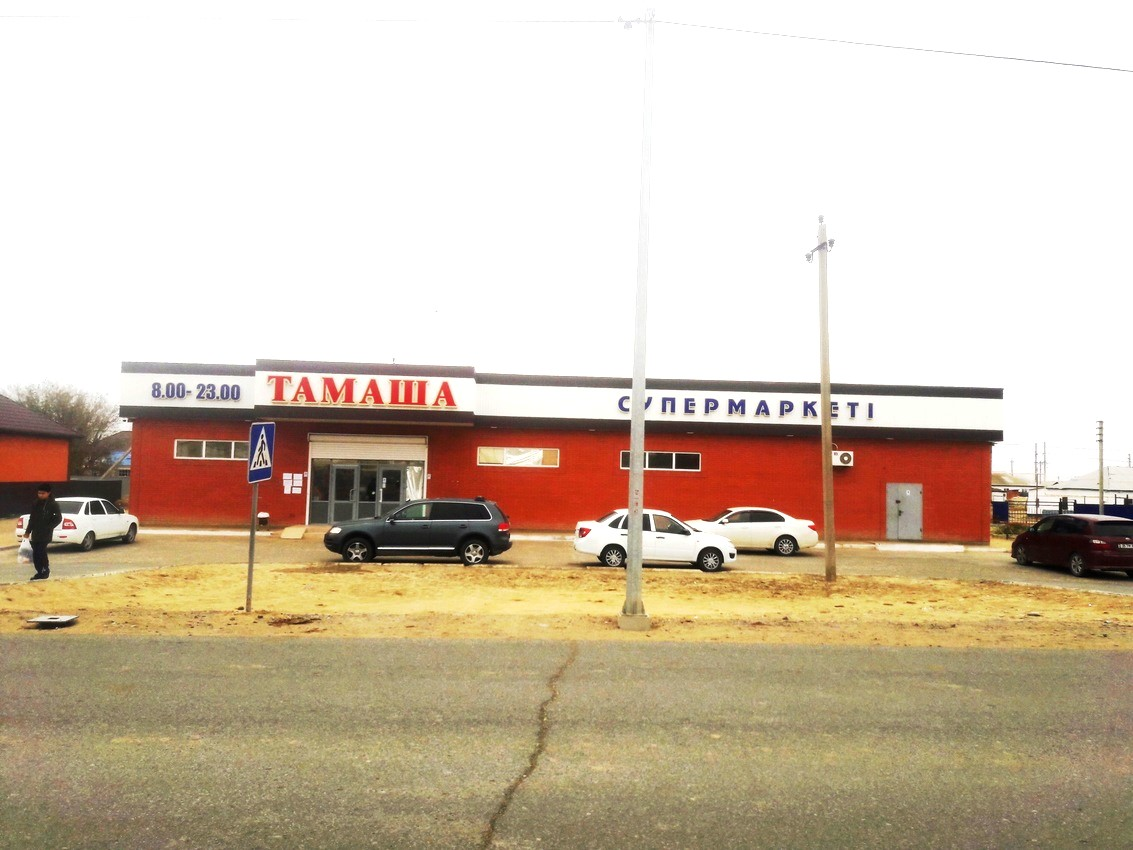
Курмангазы. Супермаркет Тамаша.